# Tillandsia
Tillandsia L., 1753 è un genere di piante angiosperme monocotiledoni appartenente alla famiglia delle Bromeliacee.
Conta oltre 600 specie di piante sempreverdi, perenni, adattate per vivere negli ambienti più diversi, dal deserto alle montagne, alle foreste pluviali. Comune caratteristica a questi è però la elevata temperatura ambientale, in un range che varia dal 10 ai 35 °C.

## Descrizione

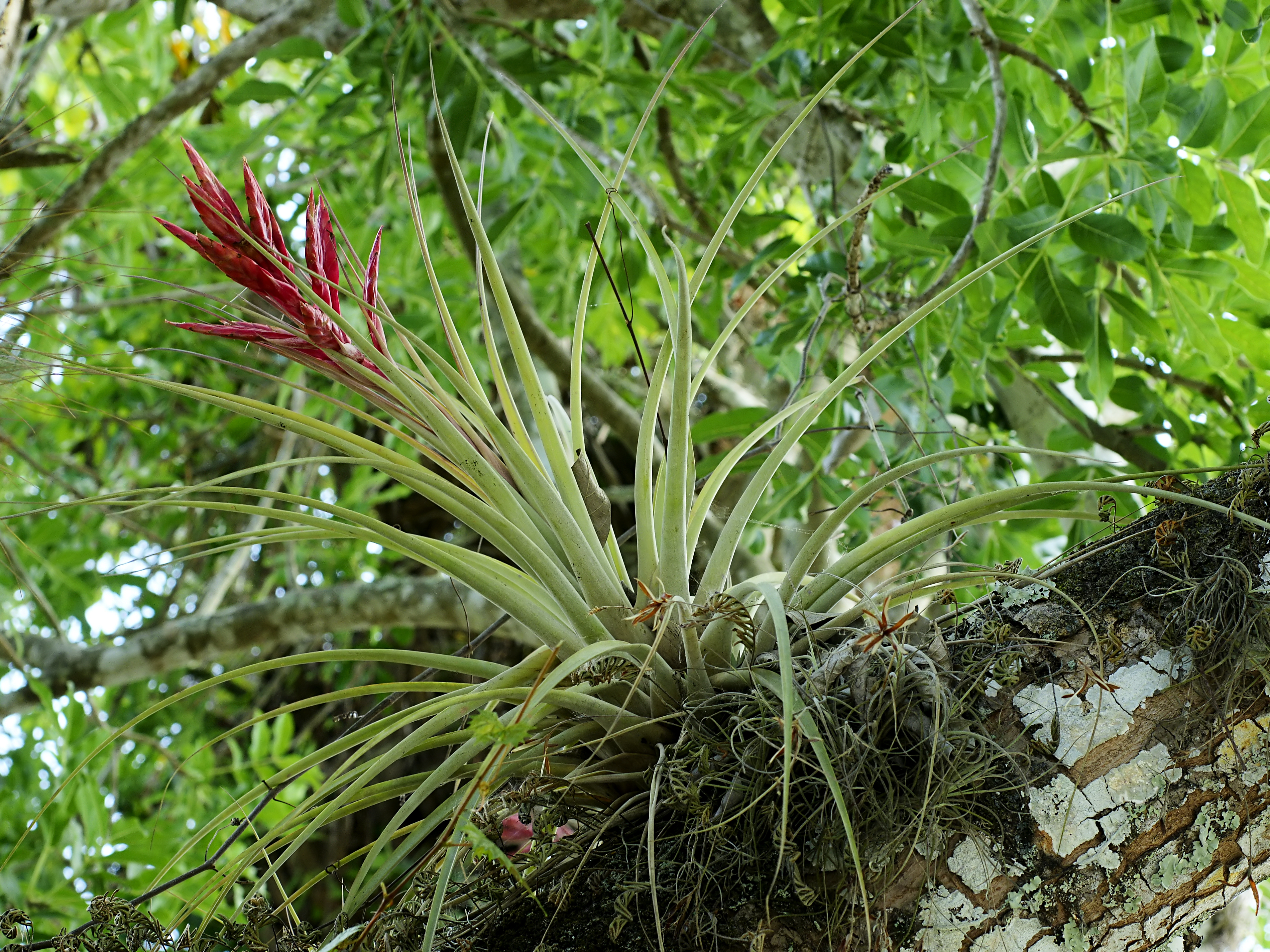
Tillandsia fasciculata

Il genere comprende specie in massima parte epifite, ma anche litofite e terricole.
Comune alle diverse specie è l'ampia presenza di tricomi, strutture specializzate assorbire l'acqua che coprono le foglie, donando ad alcune specie un colore argenteo ed un aspetto vellutato.
Senza radici sotterranee, assorbono il loro nutrimento dall'umidità dell'aria, catturata tramite apposite strutture poste sull'epidermide chiamate tricomi che sono aperti quando la pianta è secca e si richiudono sopra una certa soglia di umidità per impedirne l'evaporazione: l'aspetto vellutato di queste piante è dovuto proprio ad essi.

## Distribuzione e habitat
L'areale del genere si estende nel continente americano, dal sud degli Stati Uniti e dal Messico fino all'Argentina, passando per Mesoamerica e Caraibi.
Vivono generalmente sulle cime degli alberi o sulle rocce, nelle zone dove sono più diffuse è comune trovarle anche su pali e fili elettrici oltre che sulle antenne televisive.

## Tassonomia
Il genere comprende oltre 600 specie.

### Alcune specie

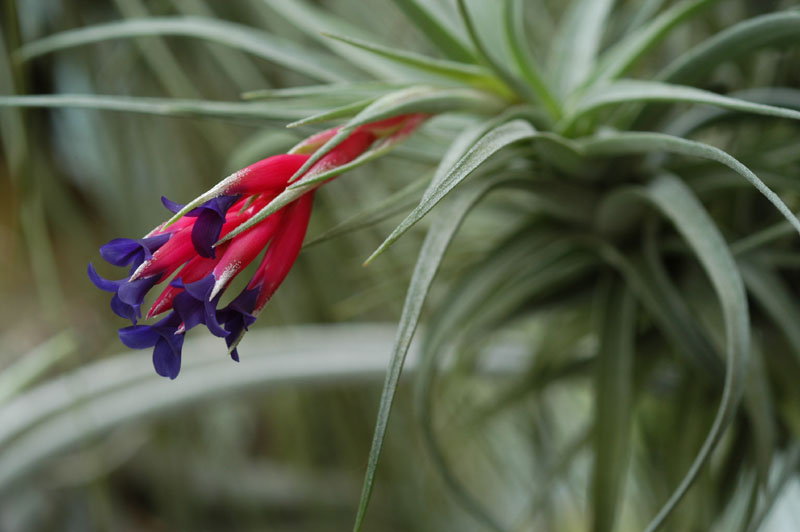
Tillandsia aeranthos
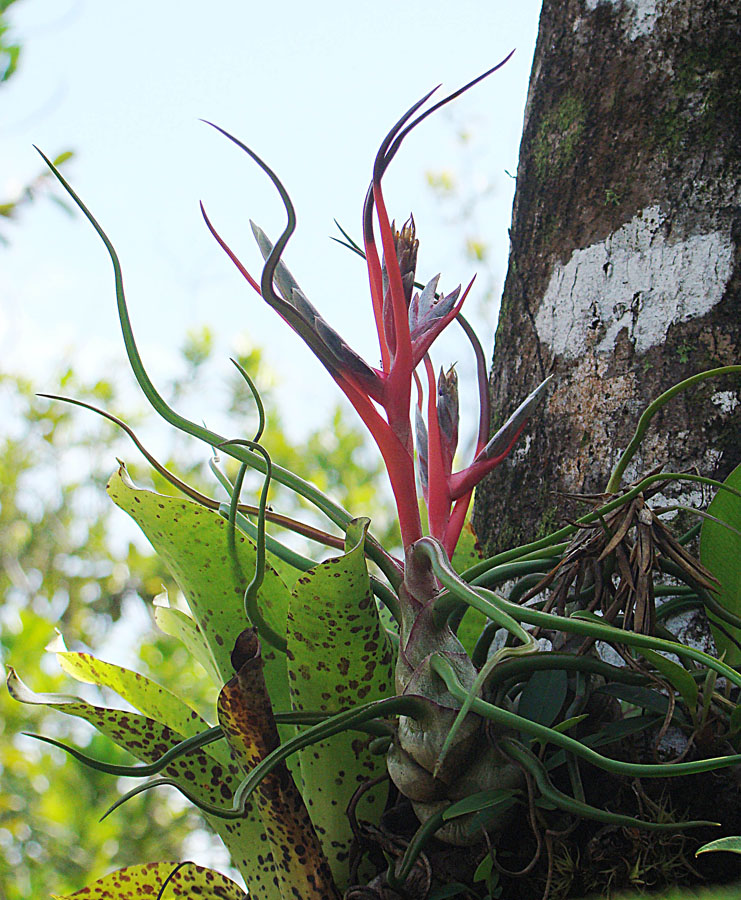
Tillandsia bulbosa
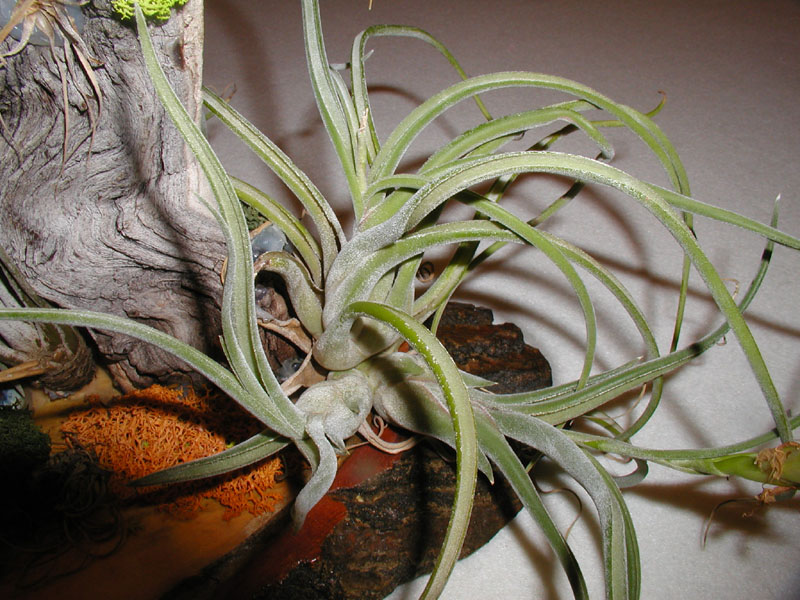
Tillandsia caput-medusae
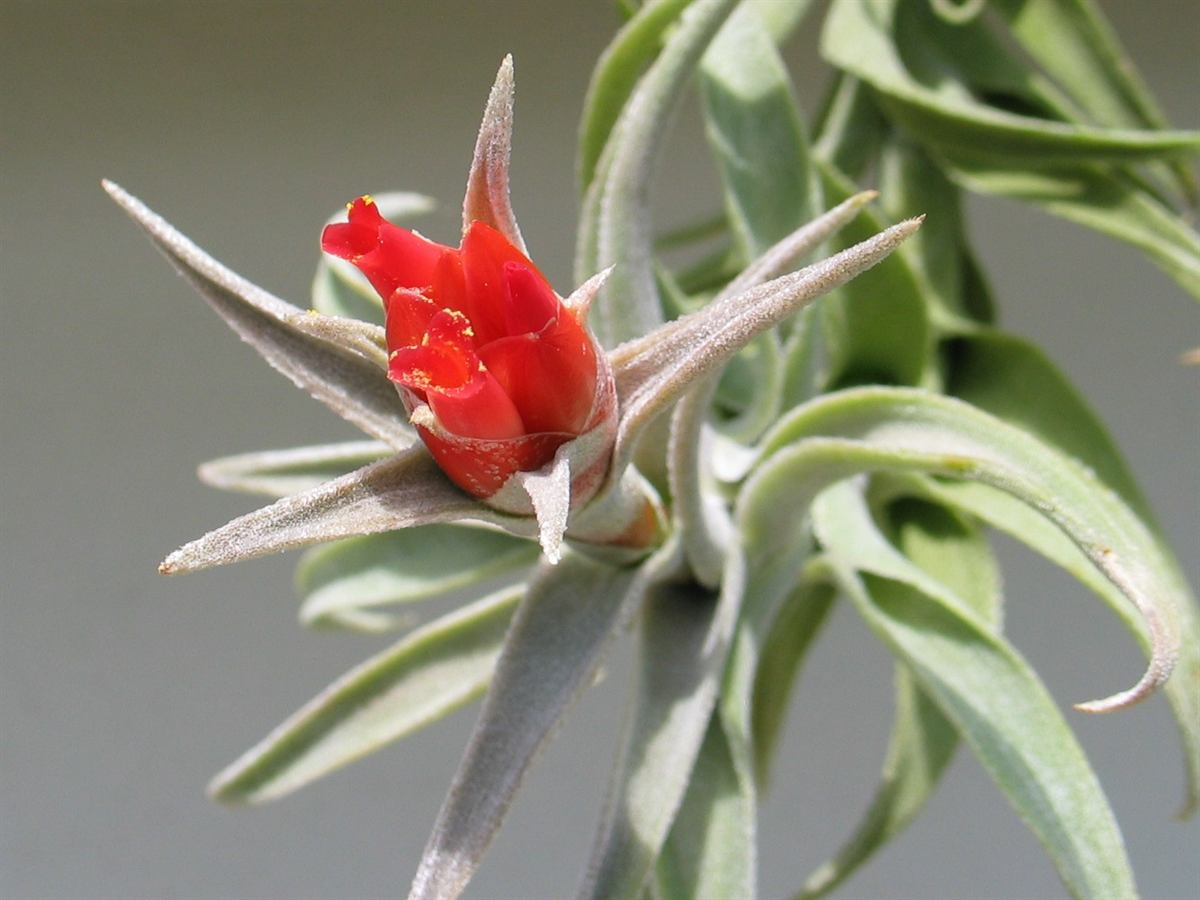
Tillandsia edithae
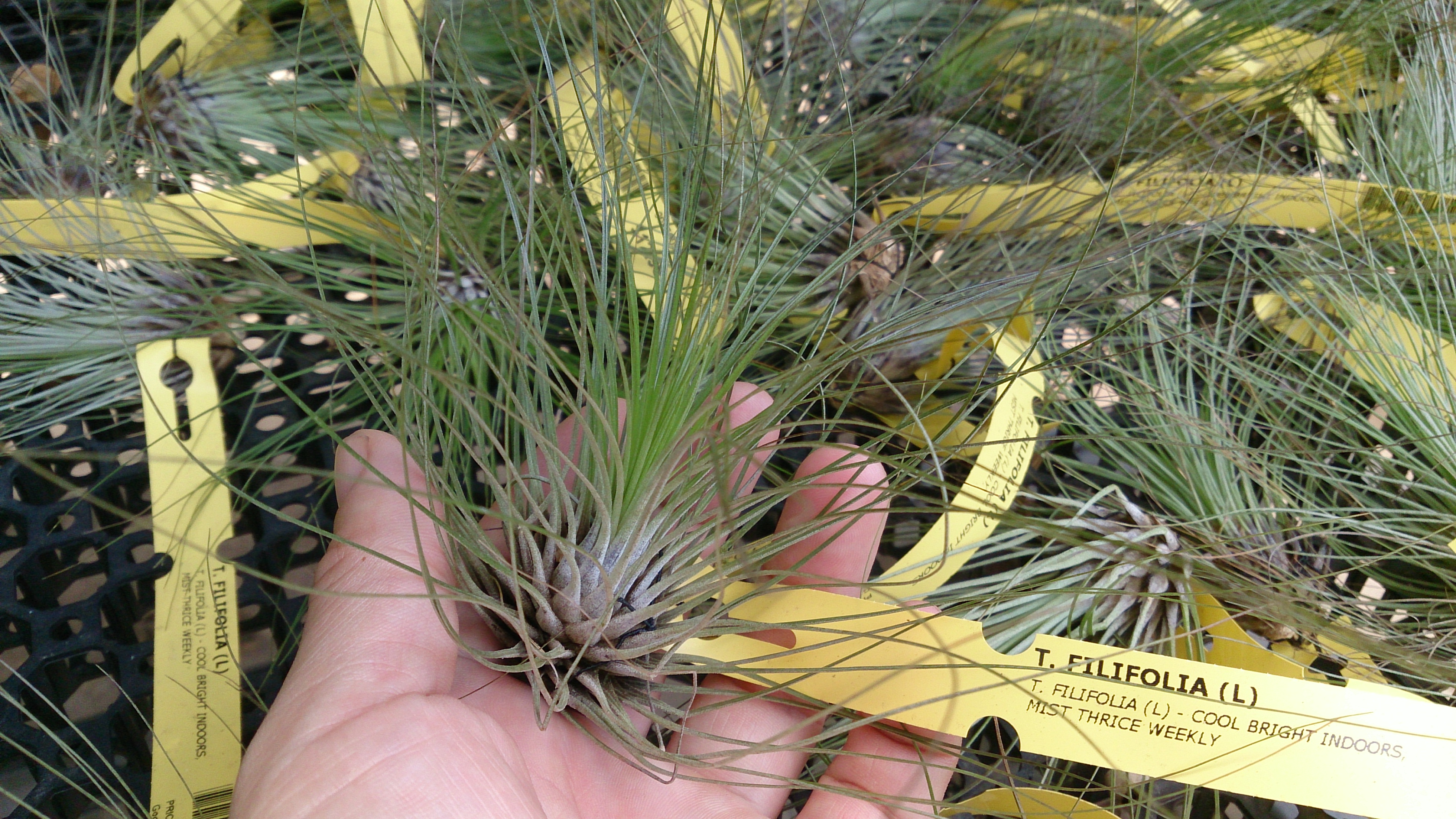
Tillandsia filifolia
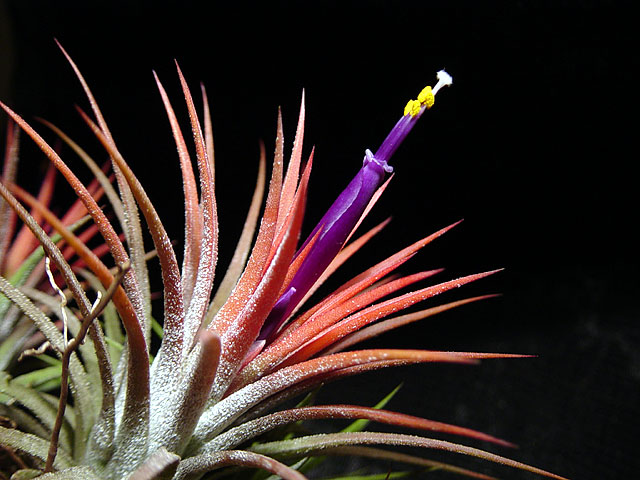
Tillandsia ionantha
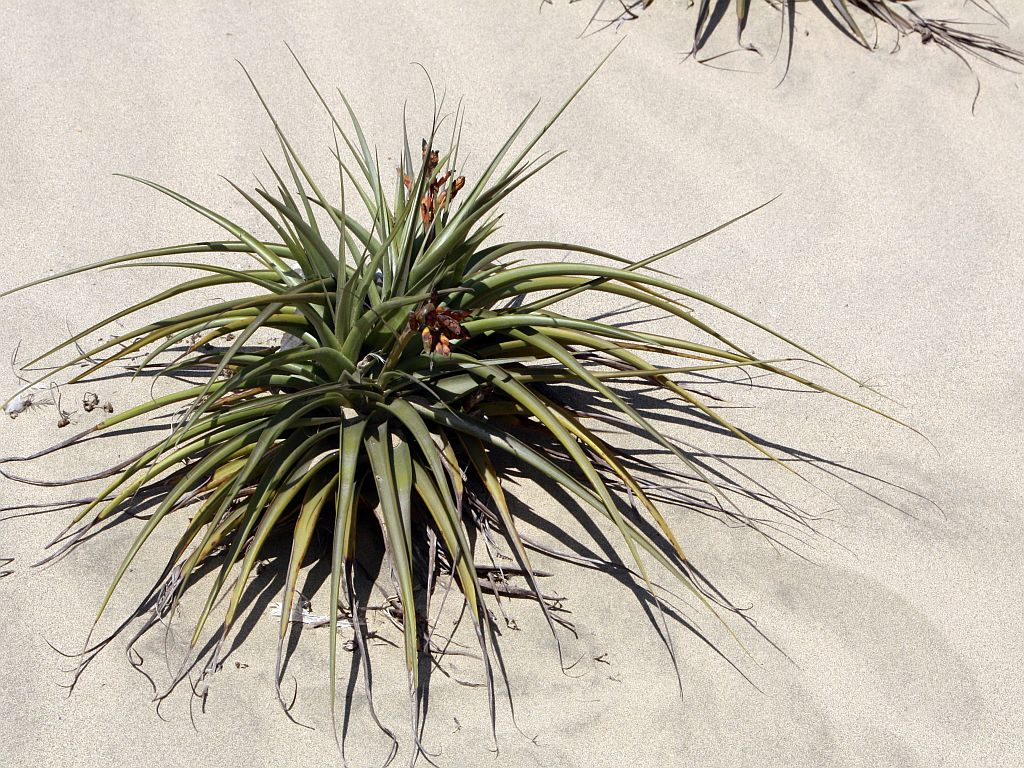
Tillandsia latifolia
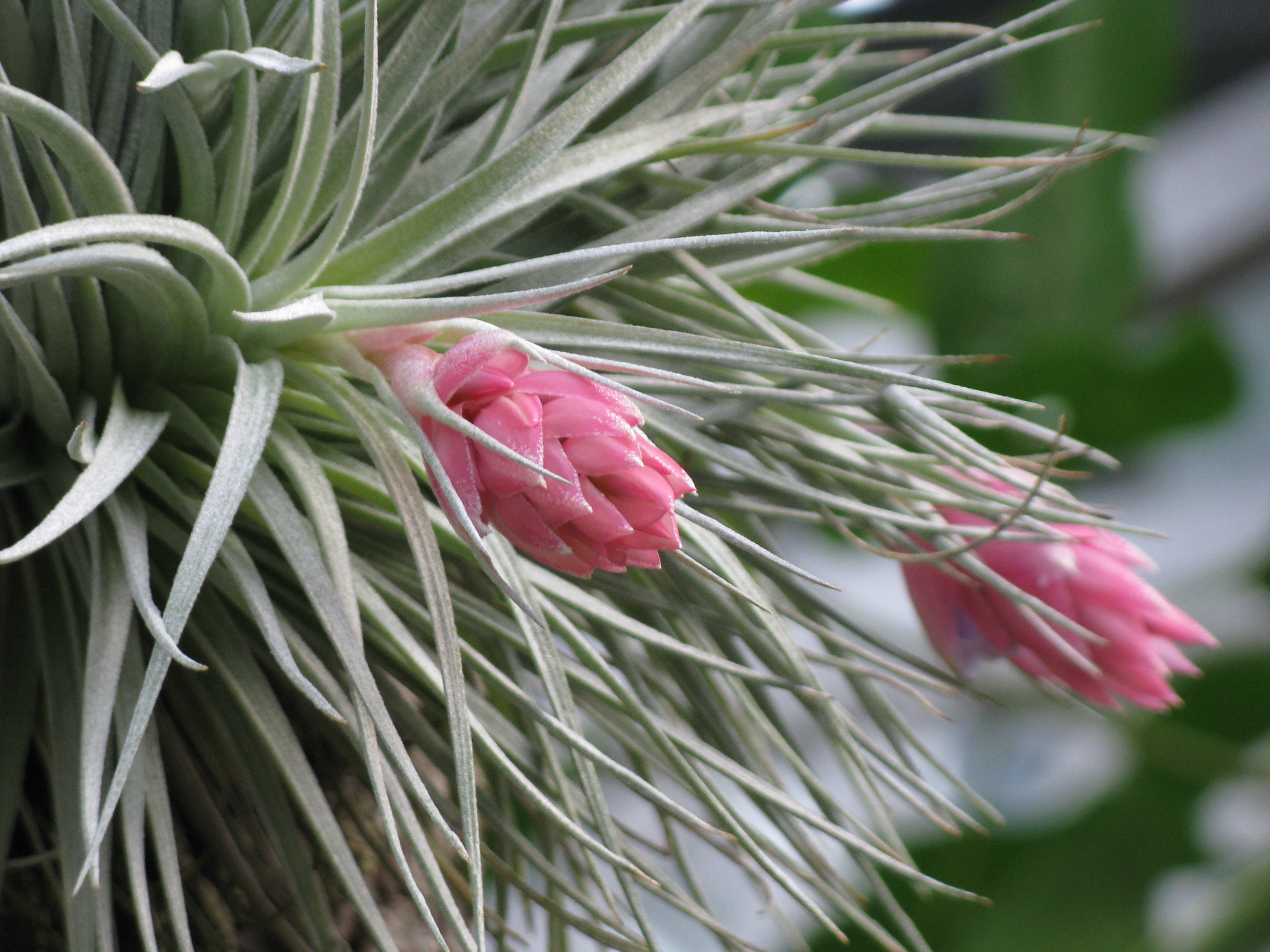
Tillandsia oaxacana
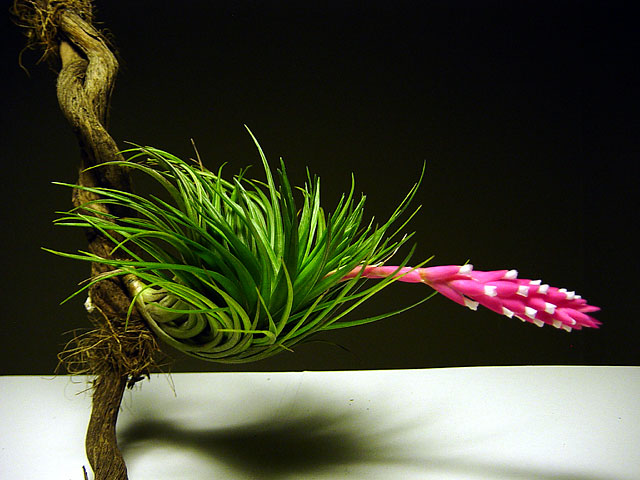
Tillandsia tenuifolia
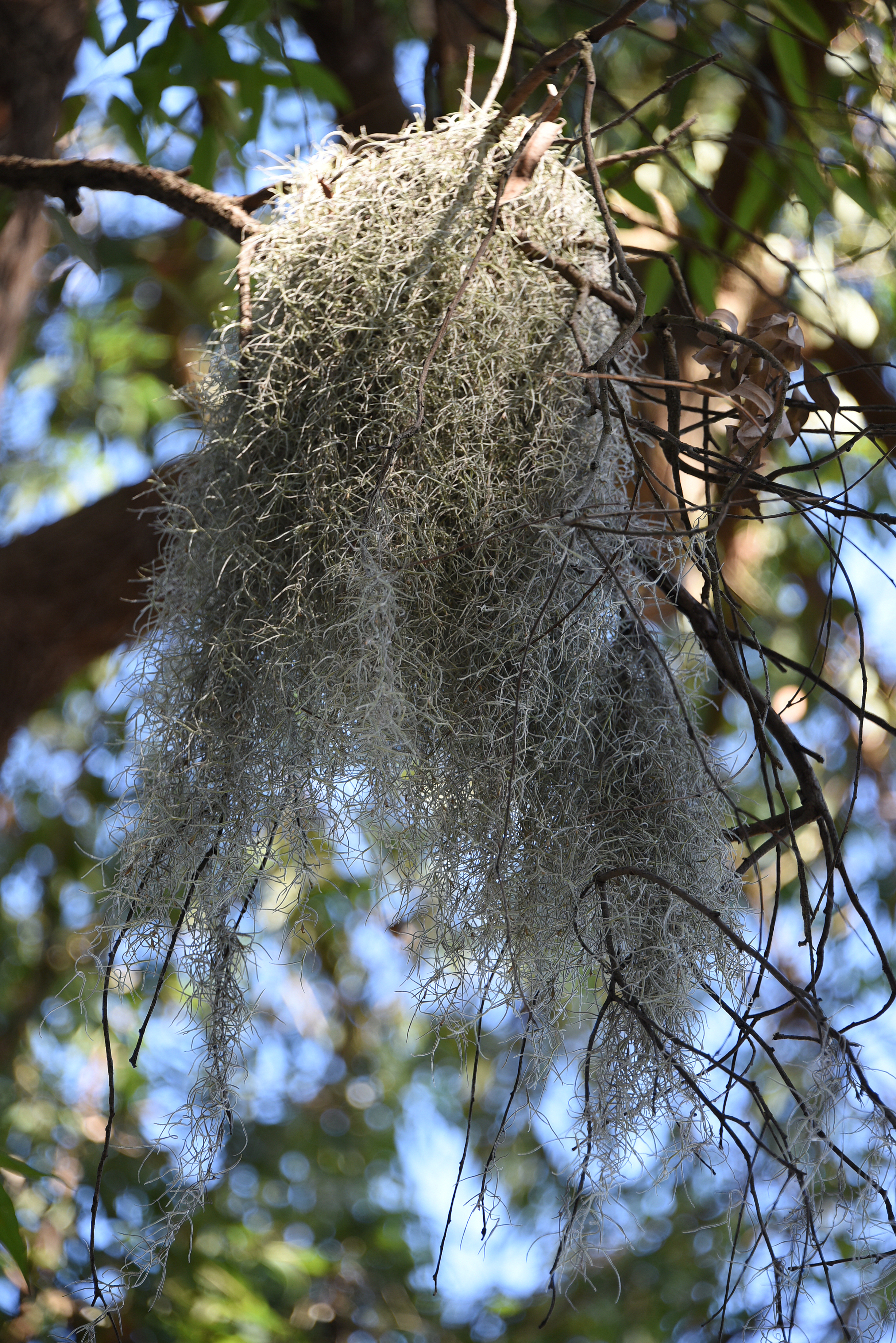
Tillandsia usneoides

## Usi
Assieme all'umidità, le Tillandsie catturano anche il pulviscolo atmosferico che contiene agenti inquinanti. In ragione di questa proprietà, sono stati eseguiti studi volti ad esplorare l'utilizzo di queste piante come biorivelatori di inquinanti atmosferici, in particolare per rivelare gli IPA (idrocarburi policiclici aromatici), sostanze provenienti dalla incompleta combustione della benzina e del gasolio sospettate di causare il cancro.
La pianta è stata testata per sei mesi sulla trafficatissima circonvallazione di Firenze, per iniziativa del botanico Luigi Brighigna dell'Ateneo fiorentino, che ha poi portato le piantine "inquinate" al dipartimento di chimica 'Ciamician' di Bologna, attrezzato per studiarle. Secondo i risultati del test, resi noti dall'Università di Bologna, la Tillandsia può essere usata per monitorare l'inquinamento, ma anche, in dosi massicce, per assorbire le polveri cariche di idrocarburi policiclici aromatici, ovvero i benzopireni accusati di essere cancerogeni, provenienti dall'incompleta combustione della benzina e del gasolio. La mancanza di radici ha permesso, inoltre, di analizzare le sostanze depositate escludendo le interferenze con il terreno. La Tillandsia non solo cattura gli inquinanti, ma è in grado di assorbirli ed eliminarli, metabolizzandoli. Costa poco e sono già state ipotizzate le applicazioni: una piccola parete può essere usata per disinquinare un appartamento, ma non si esclude in futuro l'ipotesi di interi pannelli pieni di piante da collocare sulle autostrade e sulle vie cittadine di grande traffico.